# Цитрус
Цитрус (Citrus) са род покритосеменни дървета и храсти от семейство седефчеви (Rutaceae). Растенията от рода произвеждат цитрусови плодове, сред които важни култури като портокали, лимони, грейпфрут, помело и лайм. Те често са вечнозелени дървета или храсти с лъскави овални листа, а някои видове и бодли. Цветовете са бели, ароматни, от пет венчелистчета.
Най-скорошните изследвания показват, че произлизат от Австралия, Нова Каледония и Нова Гвинея. Други изследователи твърдят, че родът произлиза от Югоизточна Азия в района на Североизточна Индия, Мианмар и китайската провинция Юннан. Цитрусовите плодове се култивират в постоянно разрастваща се среда още от древни времена.

## История
Цитрусовите растения са родом от субтропичните и тропични региони на Азия и Малайския архипелаг и за пръв път са култивирани по тези места. Някои цитрусови видове съществуват по Средиземноморието в продължение на векове. Тази група видове има голямо значение за някои средиземноморски държави и, в случая на портокала, мандарината и лимона, намират почва и климатични условия в района, които им позволяват да достигнат високо качество на плода, даже по-добро от районите, от където произлизат.
Портокалите във Флорида са внесени от испанските конкистадори. Земеделците на Древен Рим споменават отглеждането на цитрусови плодове в границите на империята. Крал Луи XIV съхранява цитрусите в оранжерии, за да защити тропичния плод така, че да се отглежда във Франция през 17 век.

### Име
Наименованието произлиза от латински, където се отнася или за растението, познато като цитрон (C. medica), или иглолистно дърво (туя). Има и връзка със старогръцката дума за ливански кедър, κέδρος (кедрос). Това може да се дължи на възприета прилика между аромата на цитрусовите листа и плода на кедъра.

### Еволюция
Големите цитрусови плодове днешно време са еволюирали първоначално от малки, ядливи плодчета в продължение на милиони години. Цитрусовите растения се отклоняват от общ прародител преди около 15 милиона години, което е около периода, когато се отделят от сходните Severinia. Преди около 7 милиона години цитрусовите растения се разделят на две групи: основният цитрусов род и потомците на Citrus trifoliata, които все още са тясно свързани и могат да бъдат хибридизирани помежду си. Тези приближения са направени, използвайки генетично картографиране на хлоропластите на растенията. Счита се, че еволюцията по това време е настъпила или в Югоизточна Азия, или в Австралия.
Трите първоначални вида от цитрусовия род, които са хибридизирани в съвременни комерсиални цитрусови плодове, са мандарината, помелото и цитрона. През последните няколко хиляди години всички често срещани цитрусови плодове (сладки портокали, лимони, грейпфрут, лайм и т.н.) са създадени чрез кръстосване на тези три първоначални вида.

## Таксономия
Таксономията и систематиката на рода са сложни и точният брой на естествени видове не е ясен, тъй като много от тези видове са хибриди, разпространени чрез семена, и има генетично доказателство, че дори някои диви видове са с хибриден произход. Най-отглежданите цитруси са естествени или изкуствени хибриди на четири основни вида – цитрон, помело, мандарина и папеда. Естествените и култивираните цитрусови хибриди включват комерсиално значими плодове като портокал, грейпфрут, лимон, лайм и танжерин.
Освен тези четири основни цитрусови вида, съществува и австралийски лайм. Кумкуатът и Clymenia sp. вече също се считат като принадлежащи към цитрусовия род.
Филогеничната анализа предполага, че видовете Oxanthera от Нова Каледония трябва да бъдат преместени в рода Citrus.

## Описание

### Дърво
Тези растения са големи храсти или малки до средно големи дървета, достигащи 5 – 15 метра височина, с трънисти издънки и редуващи се вечнозелени листа. Цветовете са сами или на малки съцветия, всеки цвят достигащ 2 – 4 сантиметра в диаметър, с пет (по-рядко четири) бели венчелистчета и много тичинки, като обикновено имат силен аромат.

### Плод
Плодът е хесперидий, объл до издължен, 4 – 30 cm дълъг и 4 – 20 cm в диаметър, с кожа, наречена перикарп. Най-външният слой на перикарпа е екзокарп, обикновено наричан цедра. Средният слой на перикарпа е мезокарп, който при цитрусите съдържа бяло, поресто „албедо“. Най-вътрешният слой на перикарпа е ендокарп. Слоевете също се наричат „лити“ и пространството във всеки лит е запълнено с „пулпа“. От еднокарпа нишкообразни „косми“ стигат до това пространство, предоставяйки хранителни вещества на плода, докато се развива.
Цитрусовите плодове се отличават по аромата си, частично заради флавоноиди и лимоноиди (които от своят страна са терпен), които се съдържат в кората, а повечето са пълни и със сок. Самият сок съдържа голямо количество лимонена киселина, която им дава характерния остър вкус. Родът е комерсиално значим, тъй като много видове се отглеждат заради плодовете им, които се ядат пресни, биват пресовани на сок или запазвани под формата на мармалад.
Те също така са добър източник на витамин C. Съдържанието на витамин C в плода зависи от вида, варианта и начина на отглеждане. Плодовете, произвеждани с органично земеделие, съдържат повече витамин C, отколкото тези, произведени с конвенционално земеделие в Алгарв, но резултатите зависят от вида и сорта.

## Отглеждане
Цитрусовите дървета хибридизират много бързо – в зависимост от източника на полена, растенията, пораснали от семената на персийски лайм, могат да раждат плодове, подобни на грейпфрут. Оттук всичката цитрусова култивация използва дървета, родени чрез ашладисване на желания плодов сорт върху подложки, избрани за устойчивост на болести.
Цветът на цитрусовите плодове единствено се развива в климати с хладна зима. В тропични региони без зима, цитрусовите плодове остават зелени докато не узреят. Оттук идват и тропичните „зелени портокали“. Персийският лайм в частност е изключително чувствителен към хладни условия и следователно обикновено не се излага на достатъчно хладни условия, за да развие зрял цвят. Ако се оставят на хладно място през зимата, плодовете ще си променят цвета на жълт.
Цитрусовите плодове са неклимактерийни и респирацията бавно намалява, а продукцията и излъчването на етилен са постепенни. Цитрусовите плодове, веднъж откъснати от дървото, няма да станат по-сладки и няма да продължат да зреят. Единствената промяна, която настъпва след откъсването, е процесът на разваляне.
При портокалите цветът не може да бъде използван като показател за зрялост, защото понякога корите стават оранжеви много преди портокалите да са готови за консумация. Опитването им е единственият начин да се разбере дали са готови за ядене или не.
Цитрусовите дървета обикновено не са мразоустойчиви. Мандарините (C. reticulata) са най-издръжливите от рода и могат да издържат на кратки периоди студ до -10 °C, но реално са необходими температури над -2 °C за успешно отглеждане. Танжерините и юзу могат да бъдат отглеждани дори в региони с отбелязани дори повече минусови температури през зимата, въпреки че това засяга качеството на плода. Няколко издръжливи хибрида могат да издържат на температури много под нулата, но не дават качествени плодове. Лимоните могат да бъдат отглеждани комерсиално в региони с хладно лято и умерена зима, защото нито се постига, нито се очаква сладост от този плод. Сродният Citrus trifoliata може да оцелее при -20 °C. Неговите плодове са неядливи, освен ако не се сготви.
Дърветата процъфтяват в слънчева, влажна среда с плодородна почва и адекватни валежи или поливане. Изоставените дървета в долини могат да страдат, но да оцелеят в условията на Централна Калифорния. На всякаква възраст цитрусите растат достатъчно добре с нечесто поливане и частична сянка, но плодовата реколта е по-малка. Бидейки с тропичен и субтропичен произход, цитрусите са с широки листа и вечнозелени. Листата им не падат, освен когато са стресирани. Стъблата на много сортове имат големи остри бодли. Дърветата цъфват през пролетта и дават плодове малко след това. Плодовете започват да узряват през есента или през ранните зимни месеци, в зависимост от сорта, и впоследствие развиват нарастваща сладост. Някои видове, като например грейпфрута, може да изискват до осемнадесет месеца за да узреят.

### Производство
Според данни на ООН от 2007 г., Бразилия, Китай, САЩ, Мексико, Индия и Испания са най-големите производители на цитруси в света.
Големи региони за комерсиално отглеждане на цитруси включват южните части на Китай, Средиземноморието, ЮАР, Австралия, южните части на САЩ, Мексико и части от Южна Америка. Най-голяма продукция в САЩ има във Флорида, Калифорния, Аризона и Тексас.

### Болести
Цитрусовите растения са много склонни към инфектиране с листни въшки, белокрилки и други. Значими са и вирусните инфекции, за които някои от тези ектопаразити служат като вектори, като например Citrus tristeza, пренасяна от листните въшки, която ако не се третира правилно, е опустошителна за цитрусовите плантации.
Diaphorina citri е въшкоподобно насекомо, което се храни от листата и стъблата на цитрусовите дървета и други подобни растения. Истинската опасност се крие в това, че то пренася убийствена бактериална болест по дърветата, наречена „Huanglongbing“.
През август 2005 г. тази болест е открита в южната част на Флорида. Впоследствие се разпространява до всяка комерсиална цитрусова плантация във Флорида. Към 2004 – 2005 г. общата цитрусова продукция на Флорда е 169,1 милиона касетки с плодове. Оценката за цитрусовата продукция във Флорида към 2015 – 2016 г. е 94,2 милиона касетки, което е спад с 44,3%. Към юни 2008 г. Diaphorina citri вече е забелязано в Тихуана, Мексико, а няколко месеца по късно вече е разпространено и в Калифорния.
Листата също се използват като храна от ларвите на пеперуди: видове като hemithea aestivaria, gymnoscelis rufifasciata, гигантска леопардова пеперуда и други.
Цитрусовите растения могат да развият и заболяване, наречено хлороза, характеризиращо се с пожълтяване на листата и контрастиращи листни вени. Съсухрените листа накрая падат и ако растението изгуби твърде много, постепенно ще умре. Това състояние често се причинява от прекомерно завишено ниво на pH (алкална почва), което пречи на растението да приема желязо, магнезий, цинк и други хранителни вещества, от които има нужда за да произвежда хлорофил. Това заболяване може да бъде излекувано, като се добави киселинен тор, формулиран за цитруси, който в някои случаи може да възроди растение така, че то да си възстанови листата и пъпките до няколко седмици под оптимални условия. Почва, която е твърде киселинна, също може да създаде проблеми – цитрусите предпочитат неутрална почва (с pH между 6 и 8). Цитрусовите растения са също чувствителни към прекомерното количество сол в почвата.

## Приложения

### Кулинария
Много цитрусови плодове, като портокал, танжерин, грейпфрут и клементин, се ядат пресни. Обикновено се белят и лесно могат да се делят на парчета. Грейпфрутът най-често се разполовява и сърцевината му се яде с лъжица. Съществуват специални лъжици с назъбен връх специално проектирани за целта. Портокаловият и грейпфрутеният сок са популярна напитка за закуска. По-киселинни цитруси като лимон и лайм обикновено не се ядат директно. Лимонът на Мейер може да бъде консумиран направо с кората, като вкусът му е сладко-кисел. Лимонадата е популярна напитка, приготвяна от разреждане на соковете на тези плодове и добавяне на захар. Лимонът и лаймът също се използват като гарнитури или при готвенето на ястия. Техният сок се използва като съставка в много ястия, като често може да се срещне в дресигни за салата или изстискван върху сготвено месо или зеленчуци.
Разнообразие от аромати и вкусове може да бъде извлечено от различните части на цитрусовите плодове. Кората и етеричното масло на плода обикновено са много горчиви, особено когато се сготвят, така че често се комбинират със захар. Пулпата може да варира от сладка и плодова до изключително горчива. Мармаладът, направен от сготвен портокал и лимон, може да бъде особено горчив, но обикновено се подслажда, за да компенсира за горчивината и за да се получи конфитюроподобен. Лимонът и лаймът често се използват като гарнитура към вода, безалкохолни напитки или коктейли. Цитрусови сокове, кори или резени се използват в различни питиета. Цветната част от кората на цитрусите се използва за аромат в кулинарията.

### Медицина
Цитрусовите плодове имат добре документирани ползи за здравето. Могат да помогнат за предотвратяването и за лечението на някои болести и, преди всичко, са съществени за добре балансираната диета.
Приемането на цитрусови плодове се свързва с 10% намаляване на шансовете за развиване на рак на гърдата.
Портокалите исторически се консумират заради високото им съдържание на витамин C, който предотвратява скорбут (скорбутът се причинява от дефицит на витамин C). Британските моряци са приемали определена порция цитрусови плодове по време на дълги пътувания, за да се предотврати настъпването на скорбут.
Пектинът е структурен хетерополизахарид, който се съдържа в първичните клетъчни стени на растенията. Лимоните, портокалите и грейпфрутите са сред растенията с най-високи нива на пектин. Преди развитието на промишлената ферментация, лимоните са основен комерсиален източник на лимонена киселина.
Консумацията на цитруси се свързва с намален риск от рак на стомаха. Също така цитрусовите сокове могат да са полезни за намаляването на риска от някои видове камъни в бъбреците. Сокът от грейпфрут може да бъде използван за намаляване на кръвното налягане.
Доказано е, че ежедневната консумация на лимонада намалява риска от образуване на камъни в бъбреците.

## Списък на цитруси
Смята се, че Citrus води началото си от Югоизточна Азия. Преди човешката култивация, родът е бил съставен само от няколко вида, а именно:
- Citrus bergamia – бергамот
- Citrus crenatifolia
- Citrus japonica – кумкуат
- Citrus mangshanensis
- Citrus maxima – помело
- Citrus medica – цитрон
- Citrus × tangelo
- Citrus reticulata × paradisi
- Citrus platymamma
- Citrus junos – юзу
- Citrus reticulata – мандарина
- Citrus trifoliata
- Citrus lemon – лимон
- Citrus sinensis – портокал
- Citrus aurantium – горчив портокал
- Citrus microcarpa × Citrofortunella microcarpa – каламондин
- Citrus x paradisi – грейпфрут
- Citrus x latifolia – персийски лайм
- Citrus unshiu – сацума
- Австралийски лаймове
  - Citrus aurantifolia
  - Citrus australasica
  - Citrus australis
  - Citrus glauca
  - Citrus garrawayae
  - Citrus gracilis
  - Citrus inodora
  - Citrus warburgiana
  - Citrus wintersii
- Папеда
  - Citrus halimii
  - Citrus indica
  - Citrus macroptera
  - Citrus micrantha
  - Citrus latipes

- Citrus australasica
- Citrus australis
- Citrus cavaleriei
- Citrus deliciosa
- Citrus glauca
- Citrus hindsii
- Citrus hystrix
- Citrus jabara
- Кумкуат (Citrus japonica)
- Citrus macroptera
- Citrus madurensis
- Помело (Citrus maxima)
- Цитрон (Citrus medica)
- Мандарина (Citrus reticulata)
- Портокал (Citrus sinensis)
- Citrus sphaerocarpa
- Citrus sudachi
- Citrus tachibana
- Citrus tamurana
- Citrus trifoliata
- Citrus yuko